# Comtat de Vukovar-Srijem
El Comtat de Vukovar-Srijem (Vukovarsko-srijemska županija) és el comtat més oriental de tota Croàcia. Inclou la part sud-est d'Eslavònia, l'oest de Srijem i la conca del baix Sava. El centre és Vukovar; altres ciutats importants són Vinkovci, Županja, Ilok i Otok.

## Història
L'àrea de Vukovar ha estat habitada des dels temps del Neolític. Hi ha nombroses restes arqueològiques, algunes entre les més significatives d'Europa. Vukovar és cèlebre por la seva arquitectura del segle xviii i els seus característics pòrtics i edificis posteriors de línies historicistes. Durant les Guerres Iugoslaves la ciutat fou sotmesa a un terrible assetjament per les forces paramilitars sèrbies i destruïda gairebé totalment.

## Divisió Administrativa
El comtat de Vukovar-Srijem es divideix en:
- Ciutat de Vukovar (capital del comtat)
- Ciutat de Vinkovci
- Poble de Županja
- Poble d'Ilok
- Poble d'Otok
- Municipi d'Andrijaševci
- Municipi de Babina Greda
- Municipi de Bogdanovci
- Municipi de Borovo
- Municipi de Bošnjaci
- Municipi de Cerna
- Municipi de Drenovci
- Municipi de Gradište
- Municipi de Gunja
- Municipi d'Ivankovo
- Municipi de Jarmina
- Municipi de Lovas
- Municipi de Markušica
- Municipi de Negoslavci
- Municipi de Nijemci
- Municipi de Nuštar
- Municipi de Privlaka
- Municipi de Stari Jankovci
- Municipi de Stari Mikanovci
- Municipi de Tompojevci
- Municipi de Tordinci
- Municipi de Tovarnik
- Municipi de Trpinja
- Municipi de Vođinci
- Municipi de Vrbanja

## Governo del Comtat
Representants actuales:
- Prefecte: Božo Galić (HDZ)
- Diputat: Antun Žagar (HSP)
- Diputat: Petar Kulić (DC)
- Diputat: Jovan Ajduković (SDSS)

L'Assemblea del Comtat està composta per 41 representants, i, actualment (2006) està presidida per Mato Stojanović (HSLS). La composició política és la següent: 
- Unió Democràtica Croata (HDZ) 14
- HSS-SDP-HNS-SBHS: 12
  - Partit dels Camperols de Croàcia (HSS)
  - Partit Socialdemòcrata de Croàcia (SDP)
  - Partit Popular de Croàcia (HNS)
  - Partit Croat d'Eslavònia-Baranja (SBHS)
- Partit Serbi Democràtic Independent (SDSS) 6
- Partit Croat dels Drets (HSP) 3
- Partit Croat Social Liberal (HSLS) 3
- Centre Democràtic (DC) 3

Segons els resultats de les eleccions de 2005.